# 약산국민학교 득암분교
약산국민학교 득암분교는 대한민국 전라남도 완도군 약산면 득암4번길 37(득암리)에 있었던 국민학교 분교이다.

## 연혁
- 일자미상 약산국민학교 득암분교 설립 인가
- 1950년 6월 1일 득암분교장 개교
- 195?년 ??월 ??일 득암국민학교 승격 인가
- 1960년 4월 1일 득암국민학교 승격 분리
- 1967년 4월 1일 도서벽지학교 '을'급 지정
- 1986년 1월 1일 도서벽지학교 '다'급 조정
- 1992년 9월 1일 약산국민학교 분교장 격하 편입
- 1993년 9월 1일 폐교 및 약산국민학교 통폐합